# Ieva Zasimauskaitė
Ieva Zasimauskaitė  (Kaunas, 2 de julio de 1993) es una cantante lituana que representó a su país en el Festival de la Canción de Eurovisión 2018 con la canción "When We're Old" tras ganar el concurso de selección nacional "Eurovizijos Atranka". La cantante ya había intentado acceder a Eurovisión por Lituania en 2013, 2014, 2016 y 2017. También participó de la propuesta de Lituania para el Festival de Eurovision Junior 2007 pero como corista.

## Biografía
Ieva Zasimauskaité vive en Kaunas, la segunda ciudad más grande de Lituania. Graduada en 2012 en Rasos Gymnasium por la Vytautas Magnus University, (VDU). En 2014 pasó un Semestre de Erasmus en Barcelona, España. Licenciada en Administración Hotelera por la International School of Law and Business (TTVAM) en 2015, Vilna, Lituania.
A los 7 años empezó sus estudios de canto en la Kaunas Music School, periodo de formación que continuó hasta los 15 años. Ieva cantaba y tocaba el piano en la coral infantil "Linksmasis do" de la escuela de música. Participando en varios concursos y festivales, en 2007 fue la vocalista del coro de Lina Jurevičiūtė, en Eurovisión Junior.
A los 16 años ingresó como miembro del coro de Kaunas en el proyecto televisivo de TV3 Choque de Coros. Después de ganar el concurso, Ieva actuó durante tres años consecutivos en una gira por toda Lituania, dando hasta 16 conciertos al mes.
Después de esta experiencia empezó a trabajar con el compositor y productor musical Tautkus, líder de la boy band N.E.O. Conociendo en ese periodo a su actual esposo, también miembro de la mencionada banda musical.
En 2012 participó en La voz de Lituania, donde alcanzó la superfinal donde canto junto a Dima Bilán la canción "Never Let You Go". Justo después empezó su carrera en solitario componiendo su primer tema "Passilgau " (Te echo de menos). A partir de ahí la contrataron en eventos corporativos interpretando covers de Adele, Rihanna y Alicia Keys, entre otras interpretaciones.
Ieva aprendió técnicas de voz y canto del cantante de rock Česlovas Gabalis, la cantante de ópera Kristina Zmailaitė, Rosita Čivilytė, y Gendrius Jokūbenas.
Ieva es compositora e interpreta sus propias canciones.

## Vida personal
En junio de 2015, después de una relación de cinco años, Ieva se casó con Marius Kiltinavičius, actual entrenador del equipo nacional de Baloncesto de Lituania (sub-20) y excantante de la banda musical Boys Band N.E.O. , la ceremonia se celebró en la Iglesia del Arcángel San Miguel, en Kaunas.
En 2014 ambos se hicieron vegetarianos, compartiendo intereses por la antigua medicina natural Ayurveda, y las prácticas de meditación. Juntos han hecho varios peregrinajes a la India, descubriendo las raíces de la filosofía Hindú - Vaisnava. En sus prácticas espirituales Ieva es seguidora y estudiante del movimiento Hare Krishna, una antigua tradición monoteísta de la India, convirtiéndola en la primera concursante de fe hinduista en Eurovisión.[cita requerida] La pareja se divorció en 2020.
| Predecesor: Fusedmarc con «Rain of Revolution» | Lituania en el Festival de Eurovisión 2018 | Sucesor: Jurijus Veklenko con «Run with the Lions» |